# Ivan Vurnik
Ivan Vurnik, slovenski arhitekt, * 1. junij 1884, Radovljica, Avstro-Ogrska, † 8. april 1971, Radovljica, Jugoslavija
Vurnik je bil za Fabianijem in Plečnikom med začetniki moderne slovenske arhitekture.

## Življenjepis
Oče mu je bil podobar Janez Vurnik, mati mu je bila Terezija (rojena Ažman). Bil je vnuk podobarja Janeza Vurnika st. Vurnik je bil naslednik uveljavljene gorenjske podobarske družine. Arhitekturo je po maturi v Kranju študiral pri profesorjih Königu in O. Wagnerju na Dunaju. Tam je sodeloval pri velikih projektih dunajskega Ringa. Po prvi svetovni vojni se je najprej trudil ustvariti slovenski nacionalni slog, ki bi združeval smotrnost in oblikovno izraznost, uporabnost in lepoto. Tovrstni stavbi sta Zadružna gospodarska banka in Telovadnica Tabor v Ljubljani. Ideje je Vurnik iskal v ljudskih umetnostnih oblikah, v postsecesijskih trendih v času art-decoja. Iskanje ljudske dekoracije ga je prisililo, da je nekoliko zatrl silnico svojega ustvarjalnega značaja. V poznih dvajsetih in tridesetih letih se je usmeril v racionalni modernizem s svojimi urbanističnimi vizijami in gradnjo. Ob porazu pri izboru načrta za novo univerzitetno knjižnico v Ljubljani je bil zelo razočaran. Pomemben je bil njegov koncept delavskih hiš v Mariboru in sodoben načrt za kopališče Obla gorica v Radovljici.

## Delo
Že pred prvo svetovno vojno je skupaj z ženo Heleno Vurnik, šolano slikarko, uredil škofijsko kapelo v Trstu (1913-1915), v podobnem slogu pa sta leta 1919 prenovila tudi cerkev sv. Katarine v Topolu pri Medvodah. Eden vrhuncev njegove umetnosti in t. i. »nacionalne smeri« je gotovo pisano okrašena zunanjost in pritličje stavbe Zadružne gospodarske banke v Ljubljani, ki sta jo skupaj z ženo ustvarila leta 1922.
Zasnoval je tudi načrte za letno kopališče v Radovljici, ki ga je krasil skakalni stolp in načrte za edini radovljiški hotel Grajski dvor. Je avtor centralnega objekta bolnišnice Golnik in telovadnice na Taboru v Ljubljani. V Mariboru so leta 1928 po njegovih načrtih zgradili Vurnikovo delavsko kolonijo (tudi: mestna delavska kolonija), ki je zgleden primer uspešne socialne gradnje na Slovenskem med obema svetovnima vojnama.

## Zasebno
Maja 1913 je spoznal svojo bodočo ženo, slikarko Heleno Kottler Vurnik in se z njo novembra tudi poročil. Imela sta dva otroka, Miro (1916) in Ivana Nika (1923). Zakonca je kasneje zelo prizadela smrt sina Ivana Nika, ki so ga med drugo svetovno vojno ustrelili Italijani. Po koncu vojne se je postopoma umaknil iz javnosti. Starost je preživel v Radovljici.

## O njem
- monografija Ivan Vurnik 1884-1971 : slovenski arhitekt (1994)
- Boris Leskovec: Na brzicah življenja : življenjska pot arhitekta Ivana Vurnika in slikarke Helene Kottler Vurnik (2017)
- Oblike za novo demokracijo (Fabiani – Plečnik – Vurnik)